# 데이비드 웨인

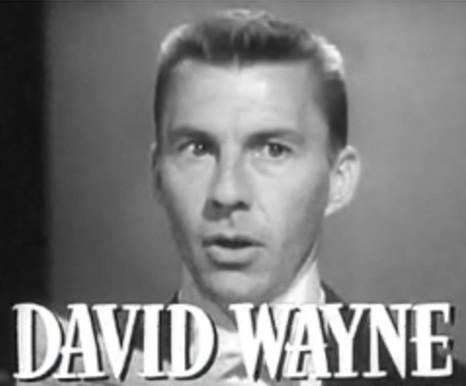

데이비드 웨인(Wayne James McMeekan, 1914년 1월 30일 ~ 1995년 2월 9일)는 미국의 배우이다.
트래버스시티에서 태어났으며 샌타모니카에서 사망하였다. 사인은 폐암이다.

## 출연 작품
- 프라이즈파이터 (1979년) - 팝 모건 역
- 아메리칸 크리스마스 캐롤 (1979년)
- 블랙 뷰티 (1978년)
- 사랑의 선물 (1978년)
- 애플 덤플링 갱 (1975년)
- 허클베리 핀 (1974년)
- 특종 기사 (1974년)
- 아프리카 코끼리 (1971년) - 나레이터 역
- 안드로메다의 위기 (1971년)
- 빅 겜블 (1961년)
- 라스트 앵그리 맨 (1959년)
- 이브의 세 얼굴 (1957년)
- 텐더 트랩 (1955년)
- 헬 앤 하이 워터 (1954년)
- 백만장자와 결혼하는 법 (1953년)
- 넬리 (1952년)
- 내 마음 속의 노래와 (1952년)
- 오 헨리 단편집 (1952년)
- 업 프론트 (1951년) - 조 역
- 엠 (1951년)
- 마이 블루 헤븐 (1950년)
- 아담의 갈빗대 (1949년)
- 제니의 초상 (1948년)

### 텔레비전
- 달라스 (1978년)
- 딜론 보안관 (1955년)
- 배트맨 - 66년 TV 시리즈 (1966년)
- 디즈니랜드 (1954년)
- 사랑의 유람선 (1977년)
- 아들과 딸들 (1977년)